# 2006년 미나토구 쉰들러 연쇄 사고
2006년 미나토구 엘리베이터 사고는 2006년 6월에 쉰들러 그룹 쉰들러 기종들을 중심으로 한 전국 엘리베이터 안전에 대한 일본 국민의 신뢰를 뒤흔든 사건이다.
2006년 6월, 도쿄 미나토구에서 16세 고등학생이 중소제작사 SEC Elevator 주식회사("이하 SEC")가 관리했지만 원래는 다른 엘리베이터 제조업체 및 유지 관리 회사에서 제조 및 유지 관리한 엘리베이터에 의해 사망했다. 그는 자전거를 타고 엘리베이터에서 나오려고 하던 중 문이 열려 있는 상태에서 엘리베이터가 갑자기 알 수 없는 원인의 급발진으로 질식사 하게 된다. 그로 인해 이 사망자 및 여타 일본 내 쉰들러 기종 관련 사고들과 관련된 조사가 시작되었다.
이 조사 과정에서 일본의 엘리베이터 안전에 대한 의문이 제기되었고, 당시 Schindler Elevator K.K. (シンドラーエレベータ株式会社, Shindorā Erebēta Kabushiki Kaisha)를(구. 일본승강기) 운영하었던 Schindler Group에 언론의 관심이 집중되었다. 일본에 설치된 쉰들러 엘리베이터 8,800대 중 85대가 사상자를 내거나 운행장애를 일으켰다.
사건 이후, 미나토 주택 공사("MWPHC")는 콘도미니엄 내 City Heights 다케시바 단지에 있던 쉰들러 엘리베이터 5대를 모두 미쓰비시 엘리베이터 에서 제작한 신규 모델로 조기 교체 하고 말았다. 이외에도 직접 상관없는 타 해외 제조사들(코네, 티센크루프 등...)의 일본 내 여타 엘리베이터들도 재수없게 조기 교체되는 기폭제가 되고 말았고 일본 엘리베이터 업체들의 이미지를 격상시키는데 한 몫을 하였다. 이후 현대엘리베이터가 일본에 잠시 진출하게 되는 원인이 되기도 한다.
이후 구 일본승강기 법인이던 쉰들러 저팬 K.K.는 이후 얼마 못 가 설치를 중단한 채 결국 2016년에 해당자산을 오티스 엘리베이터 일본 법인에다가 매각한 뒤 2021년 이후 청산종결되었다. 참고로 현재에도 일본승강기라는 회사가 존재하지만 직접적인 상관은 없는 별개의 법인이다.

## 같이 보기
- 쉰들러 그룹
- 미쓰비시 전기